# Imipenem
Imipenem (łac. Imipenemum) – organiczny związek chemiczny, antybiotyk beta-laktamowy o działaniu bakteriobójczym, należący do grupy karbapenemów. 
Antybiotyk ten podlega intensywnej hydrolizie w nerkach przez enzym dehydropeptydazę I, co powoduje jego inaktywację. Z tego względu konieczne jest podawanie go łączne z cylastatyną (selektywnym i odwracalnym inhibitorem tego enzymu).
26 listopada 1985 imipenem został dopuszczony przez Agencję Żywności i Leków do stosowania w Stanach Zjednoczonych. W Europie lek ten stał się dostępny w 1988.